# Horizont van Romontbos
De Horizont van Romontbos is een dunne laag in de ondergrond van het zuidwesten van het Nederlandse Zuid-Limburg. De horizont is onderdeel van de Formatie van Maastricht en stamt uit het laatste deel van het Krijt (het Maastrichtien, ongeveer 68 miljoen jaar geleden).
Normaal gesproken ligt de Horizont van Romontbos boven op de oudere Kalksteen van Schiepersberg en onder de jongere Kalksteen van Emael, beide ook onderdeel van de Formatie van Maastricht.
Deze horizont is te zien in de Trichterberggroeve, Koeberggroeve en de Vuursteenmijnen van Valkenburg.
De horizont is vernoemd naar de Groeve Romontbos bij Eben-Emael.